# Der Schrecken der London Bridge
Der Schrecken der London Bridge (Videotitel: Der City Cop) ist ein US-amerikanischer Horror-Thriller aus dem Filmjahr 1985 mit David Hasselhoff in der Hauptrolle. Der Fernsehfilm wurde von Charles Fries Productions für NBC produziert.

## Handlung
London im England des Jahres 1888: der Serienmörder „Jack the Ripper“ stirbt an der London Bridge in der Themse.
Knapp einhundert Jahre später, im Jahr 1985, wird ein Nachbau der London Bridge in Lake Havasu City in Arizona errichtet und als letzter Stein ein Stein der Originalbrücke aus London verwendet. Noch während die Stadt die Einweihung feiert, beginnt eine unheimliche Mordserie.
Der Polizist Don Gregory (David Hasselhoff) hat einige Verdächtige, beginnt aber die Idee zu entwickeln, dass hinter den Morden der echte „Jack the Ripper“ stecken könnte – doch niemand glaubt ihm.

## Hintergrund
Der für das Fernsehen produzierte Film wurde in Lake Havasu City und in der Mojave-Wüste im US-Bundesstaat Arizona gedreht und am 22. November 1985 veröffentlicht; thematisch orientiert er sich am Nachbau der London Bridge aus dem Jahr 1971, der London Bridge in Lake Havasu City, die tatsächlich Steine des Originals verwendet. Die Lieder Modern Man und Spy vs Spy des Soundtracks stammen von Census, die Musik von Lalo Schifrin. Regie führte E.W. Swackhamer und das Drehbuch stammt von William F. Nolan.
Im deutschen Sprachraum erschien der Film unter dem Titel Der Schrecken der London Bridge, wurde für die Heimvideo-Zweitverwertung aber unter den Titeln Der City Cop und Big Blue – Der Mann für alle Fälle vertrieben. Im englischen Sprachraum ist Bridge Across Time auch unter den Titeln Terror at London Bridge, Jack the Ripper in Arizona und Arizona Ripper bekannt.
Die auf 92 Minuten gekürzte Schnittfassung hat eine FSK-Freigabe von 16 Jahren.

## Kritik
Laut dem Lexikon des Internationalen Films (Filmdienst) handelt es sich bei Der Schrecken der London Bridge um einen „billig produzierten, langweiligen Gruselfilm ohne jeden Funken Ironie“.

## Besetzung und Synchronisation
Folgende Schauspieler und Synchronsprecher übernahmen die Vertonung für den deutschsprachigen Raum.
| Darsteller          | Synchronsprecher      | Rolle                     |
| ------------------- | --------------------- | ------------------------- |
| David Hasselhoff    | Gudo Hoegel           | Det. Don Gregory          |
| Stepfanie Kramer    | Christina Hoeltel     | Angie                     |
| Randolph Mantooth   | Michael Schwarzmaier  | Det. Joe Nez              |
| Adrienne Barbeau    | Marion Hartmann       | Lynn Chandler             |
| Clu Gulager         | Norbert Gastell       | Chief Peter Dawson        |
| Lindsay Bloom       | Madeleine Stolze      | Elaine Gardner            |
| Lane Smith          | Alexander Allerson    | Anson Whitfield           |
| Rose Marie          | Alice Franz           | Alma Bellock, Vermieterin |
| Paul Rossilli       | Pierre Peters-Arnolds | Roger Addington           |
| Barbara Bingham     | Eva Kinsky            | Alice Williamson          |
| Michael Boyle       | Arnim André           | Dave Williamson           |
| Nancy Skillen       | Inge Schulz           | Amy Phelps, Verkäuferin   |
| Ken Swofford        | Michael Gahr          | Ed Nebel                  |
| Charles Benton      | Alexander Allerson    | Mr. Daly, Gruppenführer   |
| David Fox-Brenton   | Christoph Lindert     | Mr. Latting               |
| Peter Vernon        | Michael Cramer        | Londons Bürgermeister     |
| Stephanie Ann Stone | Anke Kortemeier       | Mädchen in der Gruppe     |
| Cameron Milzer      | Maria Böhme           | Labortechnikerin          |
| -                   | Arnim André           | Funkstimme                |